# بهناز جعفری
بهناز جعفری (زادهٔ ۲۵ مرداد ۱۳۵۳) هنرپیشه سینما، تئاتر و تلویزیون اهل ایران است.

## زندگی
بهناز جعفری در سال ۱۳۵۳ در تهران زاده شد. وی فارغ‌التحصیل رشته ادبیات نمایشی از دانشگاه آزاد اسلامی است. اولین فیلم او که در نقش کوتاهی در آن حضور داشت روسری آبی در سال ۱۳۷۳ بود. او برای بازی کوتاهش در فیلم «خانه‌ای روی آب»، ساخته بهمن فرمان‌آرا از بیستمین جشنواره فیلم فجر، سیمرغ بلورین بهترین بازیگر مکمل زن را گرفت.
جعفری بازی در تئاتر را با نمایش سلطان مار به کارگردانی گلاب آدینه در سال ۱۳۷۲ آغاز کرد و در نمایشهای کارگردانان شاخصی چون بهرام بیضایی، محمد رحمانیان، علیرضا نادری و … به ایفای نقش پرداخته است. بهناز جعفری مبتلا به ام‌اس است.
وی در مصاحبه‌ای در شهریور ۱۳۹۶ اعلام کرد که به تازگی به اینستاگرام پیوسته و قصد ازدواج ندارد زیرا به باور وی ازدواج مانع فعالیت بازیگری وی خواهد بود.

## آثار

### فیلم‌های سینمایی
- شب طلایی (۱۴۰۰)[۶]
- شهربانو (۱۳۹۹)
- لیپار (۱۳۹۹)
- سه روز و سه قتل (۱۳۹۹)
- کوسه (۱۳۹۹)
- زیر نور کم (۱۳۹۹)
- لامینور (۱۳۹۸)
- سه رخ (۱۳۹۷)
- یلدا (۱۳۹۷)
- تهران: شهر عشق (۱۳۹۷)
- جاده قدیم (۱۳۹۶)
- پاسیو (۱۳۹۶)
- پرسه در حوالی من (۱۳۹۵)
- سمفونی تولد (۱۳۹۵)
- هایلایت (۱۳۹۵)
- به دنیا آمدن (۱۳۹۴)
- خشم و هیاهو (۱۳۹۴)
- گیتا (۱۳۹۴)
- لانتوری (۱۳۹۴)
- هفت ماهگی (۱۳۹۴)
- خانه دختر (۱۳۹۳)
- دلم می‌خواد (۱۳۹۳)
- ساکن طبقه وسط (۱۳۹۳)
- ته چین (تله فیلم، ۱۳۹۳)
- پنج ستاره (۱۳۹۲)
- ابرهای ارغوانی (۱۳۹۰)
- سپیده (تله فیلم، ۱۳۹۰)
- تلفن همراه رئیس‌جمهور (۱۳۹۰)
- جیب‌بر خیابان جنوبی (۱۳۹۰)
- مادر پاییزی (۱۳۹۰)
- یک خانواده محترم (۱۳۹۰)
- ترانه کوچک من (۱۳۸۸)
- پشت نیمه شب (تله فیلم، ۱۳۸۸)
- حوالی اتوبان (۱۳۸۷)
- شیرین (۱۳۸۷)
- ده به علاوه چهار (مانیا اکبری، ۱۳۸۶)
- زمانی برای دوست داشتن (۱۳۸۶)
- از دور دست (رامین محسنی، ۱۳۸۴)
- باغ‌های کندلوس (ایرج کریمی، ۱۳۸۳)
- بیدار شو آرزو (کیانوش عیاری، ۱۳۸۲)
- نگاه (سپیده فارسی، ۱۳۸۳)
- چند تار مو (ایرج کریمی، ۱۳۸۲)
- تهران ساعت ۷ صبح (امیرشهاب رضویان، ۱۳۸۱)
- غوغا (سعید سهیلی، ۱۳۸۱)
- خانه‌ای روی آب (بهمن فرمان‌آرا، ۱۳۸۰)
- نگین (اصغر هاشمی، ۱۳۸۰)
- آب و آتش (فریدون جیرانی، ۱۳۷۹)
- مسافر ری (داود میرباقری، ۱۳۷۹)
- جام جان (فیلم کوتاه، فقط گفتار متن، ۱۳۷۹)
- کاپوچینو (فیلم کوتاه - فریدون جیرانی، ۱۳۷۸)
- تخته سیاه (سمیرا مخملباف، ۱۳۷۸)
- عشق طاهر (محمدعلی نجفی، ۱۳۷۸)
- تنها در تهران (فیلم کوتاه، ۱۳۷۷)
- سینما سینماست (سید ضیاءالدین دری، ۱۳۷۵)
- حریف دل (عبدالرضا گنجی، ۱۳۷۵)
- روسری آبی (رخشان بنی اعتماد، ۱۳۷۳)
- جاده عشق (رجب محمدین، ۱۳۷۲)

### مجموعه‌های تلویزیونی
| سال        | مجموعه تلویزیونی                   | کارگردان                        | شبکه                   |
| ۱۳۷۵       | غبار نور                           | محمدرضا اصلانی                  | شبکه ۱                 |
| ۱۳۷۷       | عید آن سال‌ها                       | سعید ابراهیمی فر                | شبکه ۲                 |
| ۱۳۷۷       | بگذار آفتاب برآید                  | حسین مختاری                     | شبکه ۳                 |
| ۱۳۷۸       | زمان شوریدگی                       | محمدعلی نجفی                    | شبکه ۱                 |
| ۱۳۷۹       | مسافر ری                           | داوود میرباقری                  | شبکه ۱                 |
| ۱۳۷۹       | خاک سرخ                            | ابراهیم حاتمی‌کیا                | شبکه ۱                 |
| ۱۳۸۰       | دوران سرکشی                        | کمال تبریزی                     | شبکه تهران             |
| ۱۳۸۱       | باران عشق                          | احمد امینیفریدون حسن پور        | شبکه تهران             |
| ۱۳۸۱       | زنبق‌های وحشی                       | بهرام کاظمی                     | شبکه ۱                 |
| ۱۳۸۳       | ۱۰۱ راه برای ذله کردن پدر و مادرها | حجت قاسم‌زاده اصل                | شبکه تهران             |
| ۱۳۸۴       | سقوط                               | سعید اکبریان                    | شبکه ۱                 |
| ۱۳۸۶       | بیداری                             | بهرام عظیم پور                  | شبکه ۳                 |
| ۱۳۸۷       | شب می‌گذرد                          | راما قویدل                      | شبکه تهران             |
| ۱۳۸۷       | خرده ستمگران                       | مسعود شاه محمدی                 | شبکه ۳                 |
| ۱۳۸۸       | عبور از پاییز                      | مسعود شاه محمدی                 | شبکه ۲پخش در ماه رمضان |
| ۱۳۸۸       | کلانتر ۳                           | محسن شاه محمدی                  | شبکه ۱پخش در ماه رمضان |
| ۱۳۸۹       | سرگشته                             | محمدحسین حقیقی                  | شبکه قرآن              |
| ۱۳۸۹       | مختارنامه                          | داوود میرباقری                  | شبکه ۱                 |
| ۱۳۹۱       | آب پریا                            | مرضیه برومند                    | شبکه ۲پخش در نوروز ۹۲  |
| ۱۳۹۲       | یادآوری                            | حجت قاسم‌زاده اصل                | شبکه آی فیلم           |
| ۱۳۹۲       | مهرآباد                            | فرید سجادی حسینی                | شبکه تهران             |
| ۱۳۹۳       | نیلی‌تر از مهتاب                    | محسن یوسفی                      | شبکه ۳                 |
| ۱۳۹۳       | همه چیز آنجاست                     | شهرام شاه‌حسینی                  | شبکه ۳                 |
| ۱۳۹۴       | آمین                               | بهرنگ توفیقی منوچهر هادی        | شبکه ۱                 |
| ۱۳۹۵       | چرخ فلک                            | عزیزالله حمیدنژادبهرام عظیم پور | شبکه ۱                 |
| ۱۳۹۵       | زیر پای مادر                       | بهرنگ توفیقی                    | شبکه ۱پخش در ماه رمضان |
| ۱۳۹۶       | نفس                                | جلیل سامان                      | شبکه ۳پخش در ماه رمضان |
| ۱۳۹۶       | بچه مهندس (فصل ۱ و ۲)              | علی غفاری                       | شبکه ۲پخش در ماه رمضان |
| درحال ساخت | سلمان فارسی                        | داوود میرباقری                  | شبکه ۱                 |

### مجموعه‌های نمایش خانگی
| سال  | عنوان         | کارگردان        |
| ۱۴۰۲ | شریک جرم      | مازیار میری     |
| ۱۴۰۰ | آهوی من مارال | مهرداد غفارزاده |
| ۱۴۰۰ | نیسان آبی     | منوچهر هادی     |
| ۱۴۰۰ | حرفه ای       | مصطفی تقی‌زاده   |
| ۱۴۰۰ | خاتون         | تینا پاکروان    |
| ۱۳۹۴ | دندون طلا     | داوود میرباقری  |

### تئاتر
- شک ۱۳۹۹
- آیینه یک روز زنده است (شهرام گیل آبادی، ۱۳۹۹)
- جنایت و مکافات (رضا ثروتی)، تالار وحدت، (۱۳۹۸)
- اتاق ورونیکا (رضا ثروتی، ۱۳۹۴)[۱۰]
- برنارد مرده است (علی سرابی، ۱۳۹۴)[۱۱]
- مرداب روی بام (رضا گوران، ۱۳۹۴)[۱۲]
- مردی برای تمام فصول (بهمن فرمان‌آرا، ۱۳۹۳)[۱۳]
- ننه دلاور و فرزندان او (زهرا خیالی صبری، ۱۳۹۳)[۱۴]
- شام با دوستان (آیدا کیخایی، ۱۳۹۲)[۱۵]
- کانگورو (نادر برهانی مرند، ۱۳۹۱)
- مشروطه بانو (حسین کیانی، ۱۳۹۰)
- آقای اشمیت کیه؟ (داود رشیدی، ۱۳۹۰)
- نورا (علیرضا کوشک جلالی، ۱۳۸۹)
- داستان یک پلکان (رضا گوران، ۱۳۸۹)
- عشق لرزه (سهراب سلیمی، ۱۳۸۹)
- کوکوی کبوتران حرم (علیرضا نادری، ۱۳۸۷)
- آنتیگونه در نیویورک (هما روستا، ۱۳۸۶)
- عشقه (محمد رحمانیان، ۱۳۸۶)
- گوشه‌نشینان آلتونا (مریم معترف، ۱۳۸۵)
- بدون خداحافظی (کتایون فیض مرندی، ۱۳۸۵)
- آرامش از نوعی دیگر (شبنم فرشادجو، ۱۳۸۵)
- اسب‌ها (محمد رحمانیان، ۱۳۸۳)
- مرغ دریایی من یا چخوف صاد (محمد رحمانیان، ۱۳۸۳)
- شب هزار و یکم (بهرام بیضایی، ۱۳۸۱)
- روز رستاخیز (فرهاد مهندس‌پور، ۱۳۷۸)
- دندون طلا (داود میرباقری، ۱۳۷۶)
- همزاد (امیر دژاکام، ۱۳۷۵)
- نی لبک و بهمن (فرهاد مهندس‌پور، ۱۳۷۵)
- سلطان مار (گلاب آدینه، ۱۳۷۲)[۲]

## جوایز و افتخارات
- سیمرغ بلورین بهترین نقش مکمل زن بیستمین دوره جشنواره فیلم فجر - خانه‌ای روی آب ساخته بهمن فرمان‌آرا[۱]
- دیپلم افتخار بهترین بازیگر زن سی‌امین دوره جشنواره فیلم فجر - تلفن همراه رئیس‌جمهور[۱۶]
- جایزه بهترین بازیگر زن از چهارمین جشنواره تلویزیونی جام جم - سریال «زیر پای مادر»
- جایزه نقش اول زن، آیینه یک روز زنده است، سی و نهمین جشنواره تئاتر فجر، کارگردان: شهرام گیل آبادی

## دیدگاه‌ها
بهناز جعفری از جمله ۱۴۰ هنرمند ایرانی بود که با امضاء طوماری در مورخ ۲۲ خرداد ۱۳۹۲، همراه با سایر اصلاح‌طلبان و اعتدالگرایان، ضمن قدردانی انصراف عارف به نفع روحانی، از نامزدی حسن روحانی در انتخابات ریاست جمهوری ۱۳۹۲ حمایت علنی کرد.